# Friedrich-Wilhelm Junge
Friedrich-Wilhelm Junge (n. 15 iulie 1938, Schwerin, Germania – d. 20 februarie 2025, Dresda, Germania) a fost un actor de teatru german. El a fost fondatorul teatrului Dresdner Brettl (Theaterkahn).

## Viața
După absolvirea Liceului Goethe din Schwerin, Junge a studiat în perioada 1957-1960 la Theaterhochschule „Hans Otto” din Leipzig. 
În 1960 a fost angajat la teatrul din Rudolstadt, iar în anul 1962 la teatrul Plauen în Vogtland. Din 1966 până în 1985 Junge a făcut parte din colectivul artistic al Teatrului de Stat din Dresda. După ce a avut câteva angajamente minore în  anii 1985-1987 la Volksbühne Berlin și la Teatrul Bavarez de Stat din München, Junge a fondat în 1988 Dresdner Brettl, al cărui director artistic a fost până în 2005.
În afară de rolurile sale teatrale, Junge a apărut pe scenă în spectacole muzicale și de cabaret. El a apărut în mai multe emisiuni de televiziune și în filmele produse de DEFA, inclusiv Adido, piccola mia (1979) și basmul Die vertauschte Königin (1984).
În anul 1989 a fost membru fondator al  Neuen Sächsischen Kunstvereins și în 1997 a sprijinit reconstrucția sinagogii din Dresda. El a fost profesor titular la catedra de arte și film din cadrul Sächsische Akademie der Künste. În plus, Junge a fost membru al senatului Fundației Culturale a landului Saxonia.
Junge a locuit în cartierul Oberlößnitz al orașului saxon Radebeul.

## Activitatea teatrală
- 1971: Othello, Roderigo, Teatrul de Stat din Dresda

## Filmografie (selecție)
- 1959: SAS 181 antwortet nicht
- 1959: Verwirrung der Liebe
- 1962: Oameni și fiare (Люди и звери/Menschen und Tiere), regia Serghei Gherasimov
- 1969: Nebelnacht
- 1972: Die große Reise der Agathe Schweigert (TV)
- 1979: Addio, piccola mia
- 1983: Die vertauschte Königin
- 1999: Die Braut

## Piese de teatru radiofonic
- 1967: Maxim Gorki: Feinde (Rjabzow) – Regie: Hans Dieter Mäde (Theater – Litera)
- 1987: Reinhard Griebner: Ich gehöre aber einer anderen Richtung an (Beamter) – Regie: Fritz Göhler (Hörspiel – Rundfunk der DDR)
- 1990: Paul Hengge: Ein Pflichtmandat – Regie: Robert Matejka (Hörspiel – RIAS Berlin)

## Premii
Junge a fost decorat în 1995 cu Crucea Federală de Merit. În 1999 a primit premiul pentru artă al orașului Dresda, iar în 2003 premiul pentru artă al orașului Radebeul.

## Scrieri
- Dresdner Brettl – erfolgreicher Stapellauf eines Theaterkahns. In: Unternehmertum und Führungsverhalten im Kulturbereich. Hrsg. Elmar D. Konrad. Waxmann, Münster 2006.